# Sergej Tarasov (basketballer)
Sergej Aleksandrovitsj Tarasov (Russisch: Сергей Александрович Тарасов) (Moskou, 1 december 1921 - ???? in Moskou) was  een basketbalspeler, die speelde voor het basketbalteam van de Sovjet-Unie. Kreeg de onderscheiding Meester in de sport van de Sovjet-Unie in 1947.

## Carrière
Tarasov speelde voor Stroitel Moskou en werd met die club in 1948 derde om het landskampioenschap van de Sovjet-Unie. In 1938 werden ze tweede. In 1949 ging Tarasaov spelen voor VVS MVO Moskou. Met die club werd Tarasov derde in 1949 en 1950, tweede in 1951 en landskampioen in 1952. Ook haalde Tarasov met VVS MVO Moskou twee keer de finale om de USSR Cup. Die verloor VVS MVO in 1950 en 1951. In 1953 verhuisde hij naar CDSA Moskou.

## Trainers carrière
Tarasov was hoofdcoach van SimA Moskou.

## Erelijst
- Landskampioen Sovjet-Unie: 1
  - Winnaar: 1952
  - Tweede: 1948, 1951
  - Derde: 1949, 1950
- Bekerwinnaar Sovjet-Unie:
  - Runner-up: 1950, 1951
- Europees Kampioenschap: 1
  - Goud: 1947